# Beto (football, 1998)
Pour les articles homonymes, voir Beto.
Norberto Bercique Gomes Betuncal, plus connu sous le nom de Beto, né le 31 janvier 1998 à Lisbonne, est un footballeur international bissaoguinéen qui évolue au poste d'attaquant à l'Everton FC.

## Biographie
Né à Lisbonne, dans une famille avec des origines bissau-guinéenne, Beto commence sa carrière senior en championnat régional amateur à l'URD Tires. En 2018, il signe au Clube Olímpico Montijo en troisième division, terminant deuxième du classement des buteurs sur la saison avec un total de 21 réalisations,.
Fort de ses prouesses en amateur, Beto débarque au Portimonense SC le 3 juin 2019, signant un contrat de quatre ans avec le club de Portimão. Il fait ses débuts professionnels le 9 août suivant, lors du match de Primeira Liga au score nul et vierge contre le Belenenses. Il marque son premier but en première division portugaise le 8 novembre 2020, lors d'une défaite 3-1 à l'extérieur contre le FC Porto.
En août 2021, Beto arrive à l'Udinese en Serie A, sous la forme d'un prêt avec option d'achat obligatoire, pour une somme estimée pouvant aller jusqu'à 10 millions d'euros.
Le 29 août 2023, Beto a rejoint le club anglais d’Everton (Premier League) pour une durée de quatre ans, contre une somme estimée à environ 25,8 millions de livres sterling (30 millions d’euros). Le lendemain, il a fait ses débuts et inscrit son premier but avec les Toffees lors d’une victoire 2-1 contre Doncaster Rovers au deuxième tour de la Coupe de la Ligue anglaise (EFL Cup). Il a disputé son premier match de championnat le 2 septembre, en jouant l’intégralité du match nul 2-2 sur le terrain de Sheffield United.